# Stratiomys analis
Stratiomys analis är en tvåvingeart som först beskrevs av Fabricius 1805.  Stratiomys analis ingår i släktet Stratiomys och familjen vapenflugor. Inga underarter finns listade i Catalogue of Life.